# Јудејска пустиња
Јудејска пустиња (хебр. מדבר יהודה је пустиња на Блиском истоку, у Израелу и Палестини, на западној обали Мртвог мора. Назив потиче од 12 племена Израиља и јеврејског истоименог краљевства Јудеје.
Од давнина ово место служило је као уточиште за испоснике и побуњенике. Један од првих био је будући јеврејски краљ Давид, који се по сведочењу Старог завета овде крио од прогона краља Саула.
Према црквеним изворима, на северо-западној граници Јудејске пустиње, на ушћу реке Јордан, Јован Крститељ је крштавао људе и самога Исуса Христа. Чак и пре него што су рани хришћани одлазили у Јудејску пустињу у потрази за прочишћењем и просветљењм, у њој су обитавали Есени - јеврејска секта.
Бисер Јудејске пустиња - Мртво море, окружује пустињу са истока и са запада. У виду траке дуге 20 километара уздиже се на планинама Јуде и Јерусалима. У ретким данима када се са врха планина и из Јерусалима, крену јаке кише, пустиња се трансформише, и његовим клисурама у којима извиру бујице воде, она сва озелени.